# Brachymeria fiskei
Brachymeria fiskei är en stekelart som först beskrevs av Crawford 1910.  Brachymeria fiskei ingår i släktet Brachymeria och familjen bredlårsteklar. Inga underarter finns listade.